# José Doth de Oliveira
Dom José Doth de Oliveira (1 de março de 1938 — 26 de novembro de 2017) foi bispo católico brasileiro. Foi coadjutor da Diocese de Palmares, em Pernambuco, entre 1990 e 1991 e coadjutor da Diocese de Iguatu entre 1991 e 2000, quando tomou posse desta última, permanecendo à sua frente até 2009. Foi o segundo bispo diocesano de Iguatu.

## Biografia
Dom José nasceu em Pedra Branca, no sertão do Ceará, filho de Minervina de Oliveira Doth e de Francisco Doth do Nascimento.
Concluídos os seus estudos primários em sua cidade natal, em 1952, transferiu-se para São Luís do Curu, ao norte do estado, acompanhando o ex-pároco Mauro Gurgel Braga Herbster, seu mentor, que o incentivou a se preparar para a vida religiosa.
Ingressou no Seminário Menor da Arquidiocese de Fortaleza, a 11 de fevereiro de 1953 e, em fevereiro de 1959, seguiu para o Seminário Maior da mesma Arquidiocese, onde fez os cursos de Filosofia e Teologia. Em 15 de abril de 1962, na antiga Catedral de Iguatu, pelo rito da primeira tonsura, foi admitido ao Clero Diocesano de Iguatu. Recebeu o sacramento da ordem pelas mãos de Dom José Mauro Ramalho em Pedra Branca, em 13 de dezembro de 1964.
Em 15 de agosto de 1965, assumiu a Paróquia de Nossa Senhora do Perpétuo Socorro, que abrange a comunidade de Mineirolândia, em Pedra Branca, onde permaneceu por cinco anos. Em junho de 1970, foi nomeado cura da Paróquia de Nossa Senhora da Glória, na vizinha Mombaça, na qual permaneceu durante dezoito anos. Ali desenvolveu extensa atividade pastoral, efetuou a restauração da Igreja Matriz de Mombaça, a construção da igreja dedicada a Nossa Senhora do Perpétuo Socorro, de capelas nos bairros e na área rural, da casa das religiosas e do centro pastoral.
Em dezembro de 1987, foi nomeado pároco de Piquet Carneiro, sendo empossado em 19 de março do ano seguinte. Todavia, naquele mesmo ano assumiu também o cargo de vigário-geral da Diocese de Iguatu e, logo impossibilitado de reger a nova paróquia, abdicou da mesma em favor do padre Francisco das Chagas de Sousa Nobre, em 2 de julho de 1988.
Como vigário-geral, coordenou o trabalho da construção do Centro Pastoral e Cúria Diocesana.
Em 23 de dezembro de 1989, foi nomeado pelo papa João Paulo II bispo coadjutor da Diocese de Palmares, em Pernambuco. Sua sagração episcopal deu-se em 19 de maio do ano seguinte, tendo Dom José Mauro Ramalho como principal sagrante e Dom Acácio Rodrigues Alves, bispo diocesano de Palmares, e Dom Jorge Tobias de Freitas, da Diocese de Nazaré, como auxiliares. Adotou como seu lema: Cum Maria, Matre Jesu (Com Maria, Mãe de Jesus). Tomou posse em 22 de junho seguinte.
Esteve em Palmares por pouco mais de um ano, até que, em 18 de dezembro de 1991, o Papa o transferiu para coadjutoria da Diocese de Iguatu, cargo que assumiu em 9 de fevereiro seguinte.
Dom José Doth tomou a frente da Diocese de Iguatu com a renúncia de Dom José Mauro, em 26 de julho de 2000. Logo em seu discurso de posse, em 6 de agosto, Dom José revelou seu desejo de construir uma nova catedral para a Diocese, dedicada ao santo de seu nome, do qual sempre foi devoto.
A nova Catedral de São José, maior obra de seu episcopado, foi inaugurada finalmente em 14 de outubro de 2006.
Após nove anos, alegando motivos de saúde, Dom José requereu seu afastamento, ao que o papa Bento XVI atendeu em 7 de janeiro de 2009. A notícia de seu afastamento então causou espanto pois todo o processo ocorrera em segredo, garantido pelo direito canônico. Dom José começara a apresentar sinais de que estava com mal de Alzheimer.
Retirou-se então para Pedra Branca, sua cidade natal, onde passou a viver sob os cuidados de familiares.
Em 23 de novembro de 2017, deu entrada no Hospital Público Municipal São Sebastião, tendo seu estado de saúde agravado por uma pneumonia. Depois de três dias de internamento, às 17h de 26 de novembro de 2017, Dom José faleceu aos 79 anos.